# Associazione Nazionale Partigiani d'Italia
Associazione Nazionale Partigiani d'Italia (ANPI ; Association nationale des partisans italiens) est une association fondée par des participants de la résistance italienne contre le régime fasciste italien et l'occupation nazie qui a suivi pendant la Seconde Guerre mondiale. L'ANPI a été fondée à Rome en 1944 alors que la guerre se poursuivait dans le nord de l'Italie. Constituée en fondation le 5 avril 1945, elle perdure en raison de l'activité antifasciste de ses membres.

## Histoire
L'Association nationale des partisans italiens a été créée par des volontaires qui ont pris part à la guerre dans les régions centrales de la péninsule italienne.
Après la chute de la République sociale italienne, l'ANPI s'est répandue dans le pays jusqu'à la pointe sud de l'Italie. La plupart des partisans qui ont combattu venaient du centre-nord de l'Italie, mais il y avait aussi des membres de Yougoslavie, de Grèce et de France.
Le 5 avril 1945, jour où l'ANPI a été reconnue comme une fondation non gouvernementale, l'association représentait tous les partisans italiens et était dirigée par un conseil où étaient présentes les différentes brigades qui ont combattu pendant la guerre (Brigades Garibaldi, Giustizia e Libertà, Ferruccio Parri), Brigades Matteotti et Mazzini, groupes indépendants et partisans catholiques. Mais après le premier congrès national, qui a eu lieu à Rome en 1947, des divergences sont apparues au sein du groupe en raison des différentes visions de politique intérieure et étrangère.
Les discussions intenses ont finalement conduit les groupes partisans suivants à quitter l'association :
- en 1948, des groupes indépendants et catholiques créent la FIVL (Federazione Italiana Volontari della Libertà (it))
- en 1949, les groupes liés à Giustizia e Libertà créent la FIAP (Federazione Italiana delle Associazioni Partigiane (it)).

### Liste des congrès nationaux de l'ANPI
1. Rome, 6-9 décembre 1947
2. Venise, 19-21 mars 1949
3. Rome, 27-29 juin 1952
4. Milan, 6-8 avril 1956
5. Turin, 19-21 juin 1959
6. Rome, 14-16 février 1964
7. Bologne, 18-21 mars 1971
8. Florence, 4-7 novembre 1976
9. Gênes, 26-29 mars 1981
10. Milan, 10-13 décembre 1986
11. Bologne, 2-5 juin 1991
12. Naples, 28-30 juin 1996
13. Abano Terme (province de Padoue), 29–31 mars 2001
14. Chianciano Terme (Province de Sienne), 24-26 février 2006
15. Turin, 24-27 mars 2011[2],[3],[4],[5]
16. Rimini, 12-15 mai 2016

## Objectifs
Les objectifs de l'ANPI sont le maintien du rôle historique de la guerre partisane par la recherche et la collecte d'histoires personnelles. Ses objectifs sont une défense continue contre le révisionnisme historique et le soutien aux valeurs  de la liberté et de la démocratie  idéaux de la résistance italienne, exprimés dans la constitution de 1948.

## Membres
Les anciens combattants peuvent devenir membres de l'ANPI s'ils appartiennent à l'une des catégories énumérées à l'article 23 de son règlement. Ceux-ci comprennent des partisans, des patriotes, des soldats qui ont combattu des soldats allemands après l'armistice entre l'Italie et les forces armées alliées, des prisonniers ou des déportés — pendant la guerre civile — pour des activités politiques ou de discrimination raciale, des militaires emprisonnés qui ne soutenaient pas la République sociale italienne, ainsi que tous les citoyens qui, sans distinction d'âge, se déclarent antifascistes, conformément à la réglementation ANPI. Avec l'introduction d'un nouveau règlement, approuvé lors du 14e congrès en 2006, l'ANPI a permis un changement de génération dans la direction des membres de l'association. En 2010, son nombre de membres était d'environ 110 000 membres affiliés.  Au cours des trois années entre 2006 et 2009, le nombre de membres est passé de 83 000 à 110 000.
En juin 2010, Dacia Maraini et Concita De Gregorio ont créé une campagne d'adhésion qui a recruté de nombreux artistes et intellectuels comme témoignages. Parmi eux, Marco Bellocchio, Andrea Camilleri, Massimo Carlotto, Liliana Cavani, Roberto Citran, Cristina et Francesca Comencini, Vincenzo Consolo, Simone Cristicchi, Serena Dandini, Emma Dante, Giancarlo De Cataldo , Ellekappa (it) , Sabrina Ferilli, Dario Fo, Matteo Garrone, Fabrizio Gifuni, Giorgia (cantante) (it) , Irene Grandi, Ugo Gregoretti, Monica Guerritore, Margherita Hack, Fiorella Mannoia, Simona Marchini, Neri Marcorè, Mario Monicelli, Giuliano Montaldo, Claudia Mori, Nicky Nicolai (it) , Moni Ovadia, Marco Paolini, Michele Placido, Gigi Proietti, Franca Rame, Lidia Ravera, Toni Servillo, Paolo Sorrentino, Sergio Staino, Roberta Torre, Nadia Urbinati, Vauro, Lucio Villari (it) , et Gustavo Zagrebelsky.

## Structure

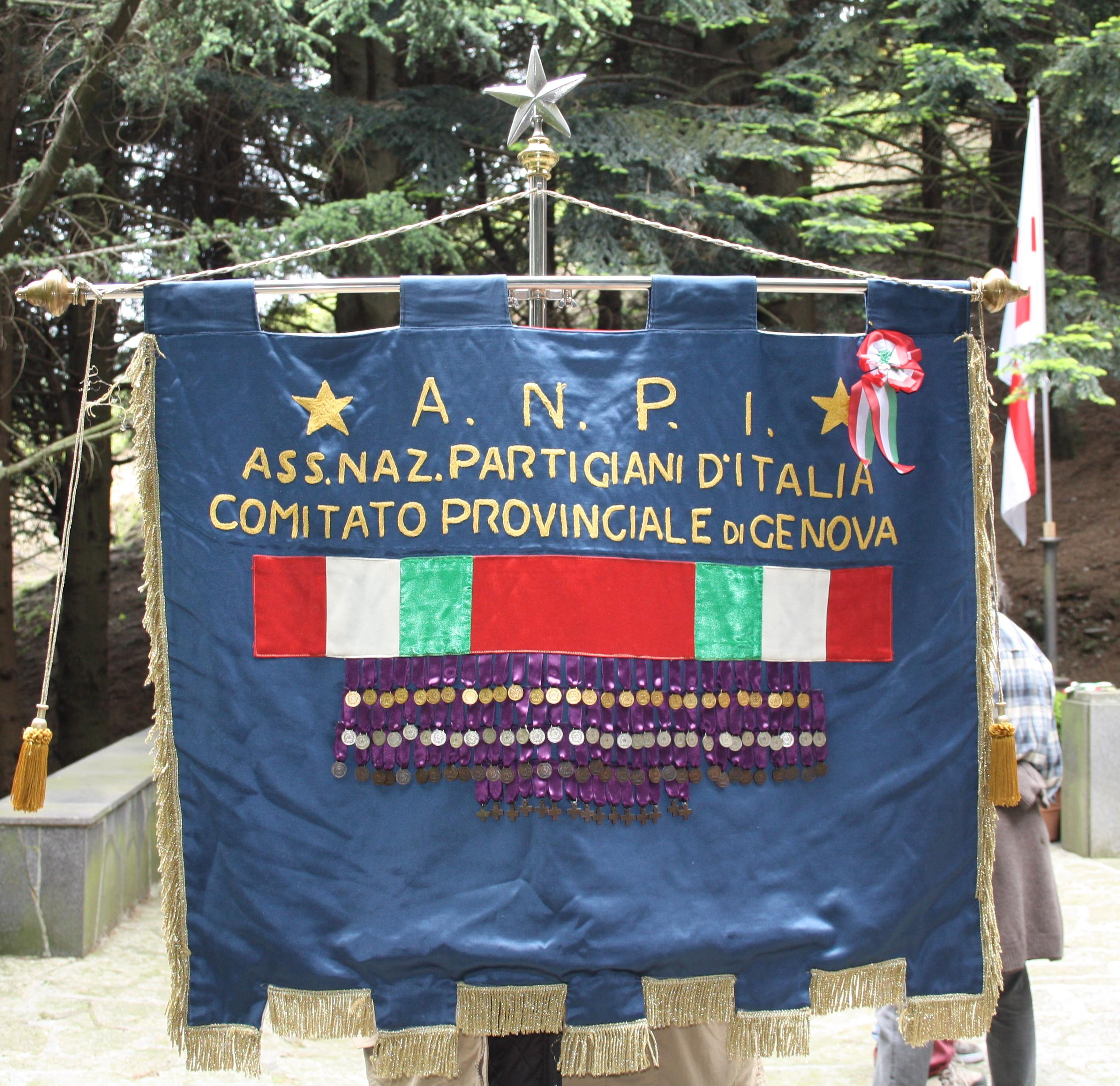
Norme du Comité ANPI de la Province de Gênes.

L'association est  structurée avec des groupes locaux, des groupes de district, des groupes de conseils et des comités provinciaux et régionaux. Le siège de l'association est situé Via degli Scipioni 271, Rome.
Arrigo Boldrini a été président de l'ANPI du premier congrès (1947) jusqu'en 2006. Jusqu'en juin 2009, Tino Casali était président d'honneur, Raimondo Ricci était président national et Armando Cossutta était vice-président,.
En 2017, Carla Nespolo a été élue au poste de présidente nationale. Première femme à être élue au poste et également  première présidente à ne pas avoir participé à la lutte partisane  de la Seconde Guerre mondiale.

### Présidents nationaux de l'ANPI
- Arrigo Boldrini (9 décembre 1947 - 5 février 2006)
- Agostino Tino Casali (5 février 2006 - 17 juin 2009)
- Raimondo Ricci (17 juin 2009 - 16 avril 2011)
- Carlo Smuraglia (16 avril 2011 - 3 novembre 2017)
- Carla Federica Nespolo (3 novembre 2017 - décédée le 4 octobre 2020)

### Patria Indipendente
L'ANPI publie un magazine intitulé Patria Indipendente (Nation indépendante). Depuis 2015, il n'est publié que sous forme numérique. Le magazine se concentre sur les questions politico-historiques, notant les événements liés à la résistance italienne et promouvant le respect des thèmes constitutionnels.

## Festival national de l'ANPI
Depuis 2008, l'ANPI organise tous les deux ans son festival national. Pendant l'événement, des réunions, des débats et des concerts musicaux axés sur l'antifascisme, la paix et la démocratie sont organisés.

### Éditions
| An   | Titre                                       | Date               | Emplacement                            | Remarques     |
| ---- | ------------------------------------------- | ------------------ | -------------------------------------- | ------------- |
| 2008 | Résistance ANPI. Démocratie et antifascisme | 20 juin au 22 juin | Gattatico (Reggio Emilia), Museo Cervi | Site officiel |
| 2010 | Italiens, par Constitution                  | 24 juin au 27 juin | Ancône, Mole Vanvitelliana             | Site officiel |
| 2012 | La mémoire bat au cœur de l'avenir          | 14 juin au 17 juin | Marzabotto (province de Bologne),      | Site officiel |
| 2015 | Je rêve d'un pays libre et démocratique     | 30 mai au 2 juin   | Carpi (Modène)                         |               |